# Rhabdomastix minicola
Rhabdomastix minicola är en tvåvingeart som beskrevs av Alexander 1934. Rhabdomastix minicola ingår i släktet Rhabdomastix och familjen småharkrankar. Inga underarter finns listade i Catalogue of Life.